# Бронсон Рид
Джермейн Хейли (англ. Jermaine Haley, род. 25 августа 1988, Аделаида) — австралийский рестлер. В настоящее время он выступает в WWE на шоу Raw под именем Бронсон Рид (англ. Bronson Reed). Он бывший североамериканский чемпион NXT.

## Карьера в рестлинге

### Раняя карьера (2007—2018)
Дебютировав в 2007 году под именами Джона Рок и Джей-Рок, он провел 11 лет, выступая в независимых австралийских промоушнах. Выступая в Австралии, Рок завоевал множество титулов. Ранняя деятельность Рока не ограничивалась выступлениями только в австралийских промоушенах. Он также выступал в японском промоушене Pro Wrestling NOAH, британских промоушенах Revolution Pro Wrestling и PROGRESS Wrestling, немецком промоушене Westside Xtreme Wrestling и американском независимом промоушене Pro Wrestling Guerrilla.

### WWE (2019—2021)
В январе 2019 года было объявлено о подписании контракта с Хейли вместе с 11 другими новобранцами, которые будут направлены в NXT. 9 марта он дебютировал на живом шоу NXT, выступая под своим настоящим именем, проиграв Риддику Моссу. В июне его имя было изменено на Бронсон Рид. В эпизоде NXT от 17 июля Рид официально дебютировал на телевидении, участвуя в турнире NXT Breakout Tournament в качестве фейса, где он победил Декстера Люмиса в первом раунде, но в четвертьфинале был побежден Кэмероном Граймсом. В эпизоде NXT от 21 августа Рид потерпел поражение от своего бывшего товарища по группировке TMDK Шейна Торна.
На эпизоде NXT от 5 февраля 2020 года он подвергся нападению со стороны «Неоспоримой эры» за кулисами после того, как попытался прийти на помощь Кусиде. На следующей неделе он вызвал на матч Родерика Стронга, но потерпел поражение. В эпизоде NXT от 3 июня Рид был побежден Граймсом. После матча на него напал Каррион Кросс. В эпизоде NXT от 17 июня Рид победил Леона Раффа и вызвал Кросса на матч на следующей неделе. На следующей неделе Рид был побежден Кроссом. Затем Рид вступил в короткую вражду с новичком Эл Эй Найтом, победив его в одиночном матче. Набрав обороты, он сосредоточился на титул чемпиона Северной Америки NXT. На NXT: Takeover XXX в августе Риду не удалось завоевать титул.
В апреле 2021 года, в первый день шоу NXT Takeover: Stand & Deliver, Рид победил в матче из шести человек и стал претендентом № 1 на звание чемпиона Северной Америки. В ночь 2 мероприятия Рид встретился с действующим чемпионом Джонни Гаргано, проиграл, но 18 мая в эпизоде NXT победил его в матче в стальной клетке и завоевал титул, став первым австралийским и неамериканским рестлером, владеющим титулом чемпиона Северной Америки NXT. На NXT TakeOver: In Your House Рид в команде с командными чемпионами MSK, успешно защитил свои титулы против «Легадо дель Фантазма». В эпизоде NXT от 29 июня Рид уступил титул Исайе Скотту после вмешательства «Хит Роу», завершив свое чемпионство на 42 дня. В эпизоде NXT от 27 июля Рид был побежден Адамом Коулом, что стало его последним матчем в WWE. 6 августа Хейли был освобожден от контракта с WWE.

### Возвращение в WWE (с 2022)
На эпизоде Raw от 19 декабря 2022 года Хейли неожиданно вернулся в WWE под своим прежним именем Бронсон Рид, где он помог Мизу победить Декстера Люмиса в матче с лестницами. На эпизоде Raw от 30 января 2023 года Рид победил Дольфа Зигглера, чтобы получить право на участие в матче Elimination Chamber за звание чемпиона Соединённых Штатов.

## Личная жизнь
Хейли женат на своей школьной возлюбленной Пейдж, которая появилась на шоу NXT после того, как он выиграл североамериканское чемпионство NXT. Хейли — самоанского происхождения.

## Титулы и достижения
- Explosive Pro Wrestling
  - Командный чемпион EPW (1 раз) — с Марсиусом Питтом[9]
- International Wrestling Australia
  - Чемпион IWA в тяжёлом весе (1 раз)[10][11]
- Melbourne City Wrestling
  - Чемпион MCW в тяжёлом весе (1 раз)[12]
  - Командный чемпион MCW (1 раз) — с Хартли Джексоном[13]
  - Чемпион между странами Содружества MCW (1 раз)[14]
  - Ballroom Brawl (2017)[15]
  - Третий чемпион Тройной короны
- NWA Australian Wrestling Alliance
  - Чемпион NWA AWA в тяжёлом весе (1 раз)[16]
  - Чемпион Квинсленда «Двойная корона» (1 раз)[17]
- Pacific Pro Wrestling
  - Чемпион PPW в тяжёлом весе (1 раз)[18]
- Pro Wrestling Australia
  - Чемпион PWA в тяжёлом весе (1 раз)[19]
- Pro Wrestling Illustrated
  - № 73 в топ 500 рестлеров в рейтинге PWI 500 в 2021[20]
- Wrestle Rampage
  - Национальный чемпион Австралии WR (3 раза)[21]
  - Командный чемпион мира Meltdown WR (1 раз) — с Хартли Джексоном[22]
- WWE
  - Североамериканский чемпион NXT (1 раз)[23]
  - Победитель королевской битвы памяти Андре Гиганта (2024)